# A proposito di Eddie
A proposito di Eddie (Tru Confessions) è un film per la televisione del 2002. Il film è stato diretto da Paul Hoen e si basa sull'omonimo libro di Janet Tashjian. In Italia è stato inizialmente distribuito con il titolo originale, salvo poi assumere l'attuale denominazione a seguito del rilascio del film sulla piattaforma Disney+.

## Trama
Trudy "Tru" Walker è una adolescente che aspira ad avere il suo show televisivo. Tru è un po' infelice con la sua vita. Suo fratello gemello, Eddie, è afflitto da una disabilità dello sviluppo che lo spinge a comportarsi come un bambino, cosa che è spesso fonte di caos in situazioni sociali. Un'altra fonte di frustrazione nella vita di Tru è che lei pensa che sua madre non la capisce.
Tru viene a conoscenza di un concorso video il cui il vincitore otterrà l'opportunità di creare un proprio show televisivo e progetta di parteciparvi. Tru decide di usare come soggetto suo fratello e di realizzare un video in cui mette in evidenza l'influenza positiva che Eddie ha avuto sulla sua vita, rivelando anche le difficoltà e la fatica di convivere con un fratello disabile.
Quando Tru rivela le sue intenzioni alla madre, questa non sembra condividere l'entusiasmo della figlia. Tru allora cerca un aiuto su un forum online dove riceve sostegno da una persona che si riferisce a se stessa come Deedee che la convince che nulla di grande è stato mai raggiunto senza sacrifici, e che lei sarà premiata nel dimostrare il suo talento. Successivamente riceve una lettera che le annuncia che ha vinto il concorso, il che significa che il suo video verrà trasmesso in televisione. Tru si preoccupa che tutti a scuola possano prenderla in giro per le vicende personali narrate nel video. Il giorno dopo a scuola, invece, tutti gli studenti sembrano aver apprezzato lo spettacolo. Il padre di Tru chiede a sua figlia perché nel film lui è raffigurato come incapace a relazionarsi adeguatamente a suo figlio, rivelando invece il suo forte amore per Eddie. Passato il momento di notorietà, Tru si rende conto che la sua vita tornerà a scorrere in modo normale.